# Nacré porphyrin
Boloria titania
Espèce
Le Nacré porphyrin (Boloria titania) est une espèce de lépidoptères (papillons) de la famille des Nymphalidae et de la sous-famille des Heliconiinae.

## Description
C'est un papillon au dessus orange roux à suffusion basale marron, orné de dessins de couleur marron, avec une ligne submarginale de triangles et une ligne de points postdiscaux.
Le revers des antérieures est semblable en plus clair avec à l'apex de petites taches nacrées, alors que les postérieures montrent des dessins caractéristiques bruns et jaunes et des taches nacrées.

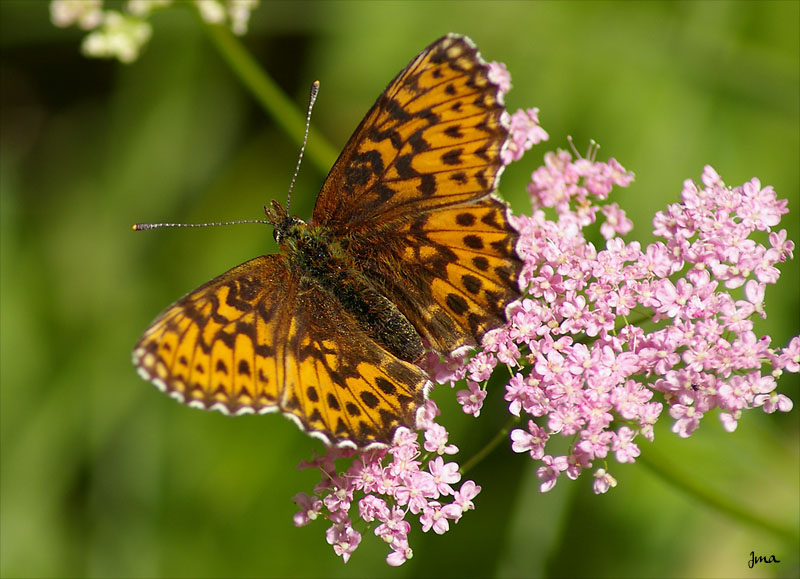
Vue dorsale
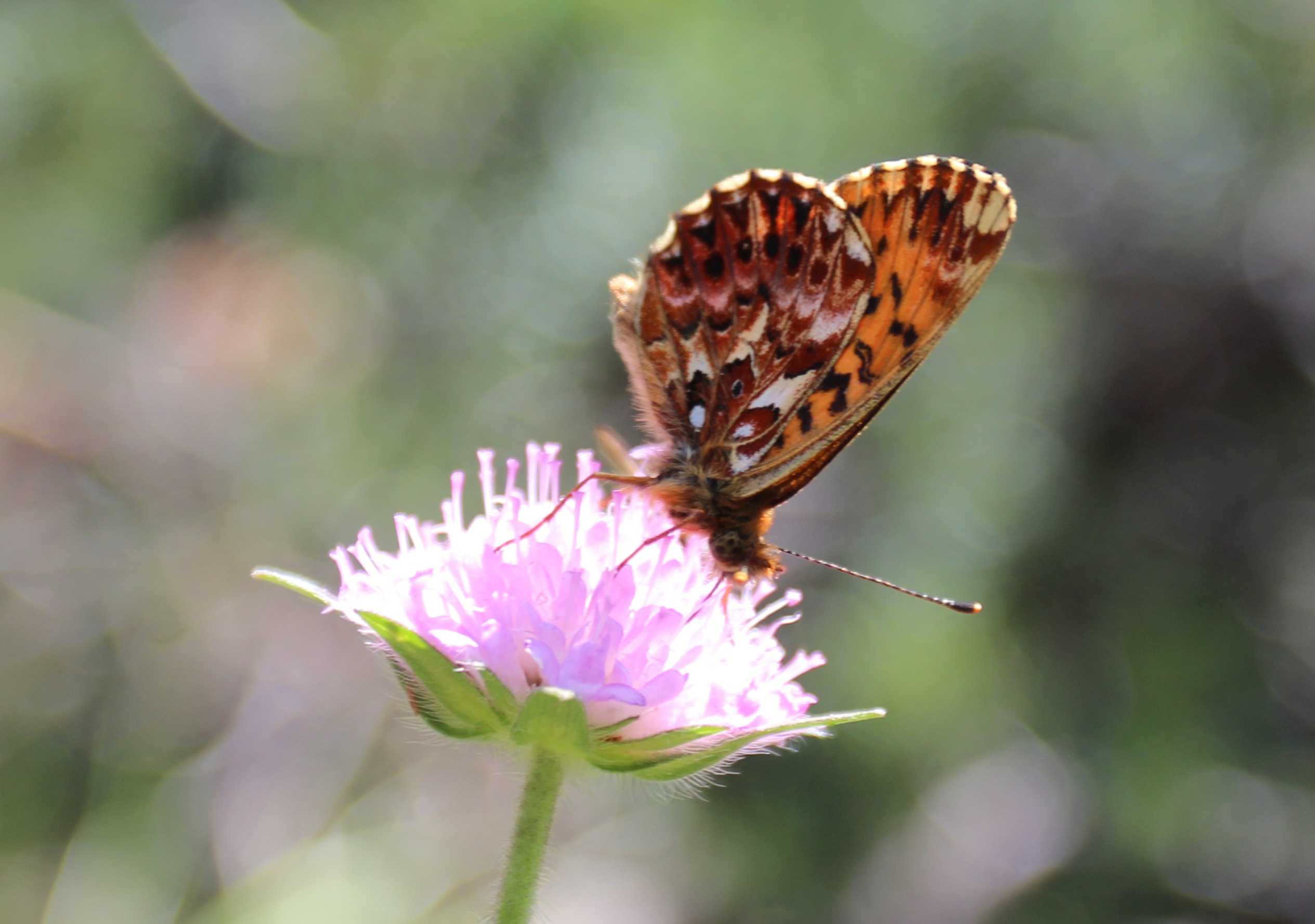
△ revers

## Biologie

### Période de vol et hivernation
Il vole en une génération entre juin et août.
Il hiverne à l'état de chenille formée dans l'œuf.

### Plantes hôtes
Ses plantes hôtes sont en particulier Polygonum bistorta pour la forme nominale, des Viola pour la sous-espèce bivina,.

## Écologie et distribution
Le Nacré porphyrin réside en Eurasie du centre de l'Europe à la Sibérie et à l'Altaï. En Europe il forme de petits isolats dans les Alpes, dans le sud de la Finlande et en Lettonie, en Pologne et dans les Balkans.
En France métropolitaine il est présent dans les départements du Doubs, du Jura, de la  Lozère, du Puy-de-Dôme, des Alpes-Maritimes et des Alpes-de-Haute-Provence. Suivant d'autres sources il serait présent dans tous les départements situés du Massif central aux Alpes.

### Biotope
C'est un papillon des prairies fleuries subalpines.

## Noms vernaculaires
- en français : le Nacré porphyrin, l'Alezan[4]
- en anglais : Titania's fritillary, purple bog fritillary
- en allemand : Natterwurz-Perlmutterfalter[2]

## Systématique
L'espèce Boloria titania a été décrite par l'entomologiste allemand Eugen Johann Christoph Esper en 1793 sous le nom initial de Papilio titania. La localité type est la Sardaigne.
Deux noms scientifiques sont en concurrence pour désigner l'espèce : Boloria titania pour les auteurs (actuellement majoritaires) qui privilégient une définition élargie du genre Boloria, et Clossiana titania pour ceux qui traitent Clossiana comme un genre distinct de Boloria.
Dans le premier cas, on peut écrire « Boloria (Clossiana) titania » pour signaler l'appartenance de l'espèce au sous-genre Clossiana.

### Synonymes
- Papilio titania Esper, 1794 — protonyme
- Papilio amathusia Esper, 1784[6]
- Papilio cypris Meigen, 1828[6]

### Sous-espèces
- Boloria (Clossiana) titania titania
- Boloria (Clossiana) titania bivina (Fruhstorfer, 1908) — dans le centre et le Sud de l'Europe
- Boloria (Clossiana) titania miyakei (Matsumura, 1919)
- Boloria (Clossiana) titania staudingeri (Wnukowsky, 1929) — en Asie centrale et orientale[2]

## Le Nacré porphyrin et l'Homme

### Protection
Pas de statut de protection particulier.